# Hartje (album)
Hartje (<3) is het zesde studioalbum van de Nederlandse rapper Faberyayo. Het album verscheen op 28 juni 2019 en is het vervolg op het album 'Coco' wat in 2014 verscheen. Waar de liedjes toen nog alleen gingen over het huiselijke leven en de liefde tussen Pepijn en zijn vriendin, is diezelfde vriendin inmiddels zijn vrouw geworden en hebben zij 2 kleine kinderen. De thematiek van de liedjes is het gezinsleven van de rapper.

## Tracklist
| Nr. | Titel                 | Lengte |
| --- | --------------------- | ------ |
| 1   | 7 Uur 's Ochtends     | 2:04   |
| 2   | Nooit Meer Uit Elkaar | 2:42   |
| 3   | Love Mensen           | 2:43   |
| 4   | Holtkamp in Bed       | 2:42   |
| 5   | Alleen met Jou        | 3:14   |
| 6   | Legokastelen          | 3:10   |
| 7   | Tropische Storm       | 3:01   |
| 8   | Alles van Mei         | 3:22   |
| 9   | Fool                  | 3:07   |
| 10  | Marine Biologie       | 4:00   |